# Club Atlético Pulpileño
El Club Atlético Pulpileño es un club de fútbol de España, del municipio de Pulpí en Almería. Fue fundado en 2002 y juega en el Grupo 13 de la Tercera Federación.

## Historia
El Club Atlético Pulpileño se constituyó mediante Acta Fundamental en mayo de 2002. No obstante, el nombre de este club de fútbol almeriense 
ha ido variando a lo largo de la historia. Los primeros años se llamó Club Deportivo Pulpí, cuando jugaba en la Preferente provincial almeriense con la Real Federación Andaluza de Fútbol. El cambio a la Federación de Fútbol de la Región de Murcia se produjo debido a causas, tanto deportivas como económicas, al ser uni-provincial y los desplazamientos son más asequibles (cercanía de la zona), así como, algunas divergencias con la Real Federación Andaluza de Fútbol. El club figura inscrito con número de registro: 1362 en la Federación de Fútbol de la Región de Murcia. Ya estando inscrito en la Federación de Fútbol de la Región de Murcia, el club cambió varias veces de nombre. Primero se llamó Club Deportivo San Miguel. Seguidamente pasó a llamarse Agrupación Deportiva Pulpí, dedicada especialmente a la formación de jóvenes futbolistas en el fútbol base y finalmente en 2002 se constituyó el Club Atlético Pulpileño.
El Club Atlético Pulpileño se constituyó como consecuencia de las inquietudes de varios jóvenes del municipio que querían seguir practicando el fútbol, ya que habiendo militado en todas las categorías inferiores, desarrolladas por las Escuelas Municipales de fútbol, no existía un equipo de categoría Sénior que les pudiera permitir seguir practicando su deporte favorito.
El club no contaba con el apoyo económico suficiente para inscribir un equipo en categoría Sénior ya que conllevaba casi el doble de gastos que el resto de categorías. Sin embargo, tras varias gestiones, consiguieron apoyo económico de la empresa S.A.T. Primaflor para patrocinar el club, así como la ayuda que el Ayuntamiento de Pulpí proporcionaba periódicamente al club.
Se realizaron todos los trámites necesarios para la inscripción del club en la Federación de Fútbol de la Región de Murcia. En la temporada (2002-03), más de cien niños comenzaron los entrenamientos en categoría: ALEVIN, INTANTIL, CADETE, JUVENIL Y SENIOR.
Aparte de desarrollar los partidos correspondientes, este mismo año de la fundación del club se realizaron gestiones con diversos equipos de Primera División de España para la motivación de los niños. El equipo Infantil disputó un encuentro en la Ciudad Real Madrid y el equipo Alevín y Cadete en la Ciudad Deportiva del Club Atlético de Madrid.
También en 2002, con la constitución del club comenzaron los actos para conmemorar el Memorial “Bartolomé Simón”.
En la temporada 2019-20, tras la suspensión de la liga por la pandemia por coronavirus, el equipo logra el subcampeonato de la categoría, jugando los Play offs exprés de ascenso y la participación en la Copa del Rey. En la primera eliminatoria, juega contra el Mar Menor, empatando a 0 consiguiendo el pase a la última elimininatoria por estar mejor clasificado. En la final de ascenso se enfrenta al Lorca Deportiva, empatando 1-1, consiguiendo el ascenso el equipo lorquino por ser el campeón del grupo. En la siguiente temporada, la 2020-21, hace su debut por primera vez en la Copa del Rey. Jugó contra el CD Lugo en la Primera Ronda, cayendo derrotado por 1-2. En la temporada regular quedó 3º, clasificándose para el Play Off de Ascenso a Segunda RFEF. En este play-off finaliza como segundo, consiguiendo el ascenso directo a la nueva categoría.
En la temporada 2021/22, su primera andadura en el grupo V de Segunda RFEF acaba en la decimoquinta posición y desciende a Tercera RFEF, donde se haya actualmente.    

### Ascensos a Tercera División de España
El Club Atlético Pulpileño ha ascendido a Tercera División de España en dos ocasiones, pero fue como Club Deportivo San Miguel cuando consiguió el primer ascenso a Tercera División de España en la temporada (1989-90).
El segundo acenso a Tercera División de España, ya como Club Atlético Pulpileño fue en la temporada (2007-08). 
Tras cinco años en Tercera, el equipo descendió a categoría Preferente Autonómica de la Región de Murcia en la temporada (2013-14).
Al año siguiente, en la temporada (2014-15), el Club Atlético Pulpileño ascendió por tercera y última vez a Tercera División de España.

## Uniforme
El Club Atlético Pulpileño viste actualmente con camiseta a rayas verticales rojas y negras, pantalón negro y medias rojas. Desde el comienzo del fútbol pulpileño, todos los equipos han vestido el mismo uniforme con el color característico del club, el color rojo, con pantalón negro y medias rojas. 
En la temporada (2014-15) se cambió la primera equitación del primer equipo con rayas verticales rojas y negras. Este último año, temporada (2015-16), se ha cambiado el uniforme a este último en todas las categorías. Las segundas equipaciones han ido variando a lo largo de la historia según las categorías y patrocinadores. Algunos colores han sido: verde, amarillo o azul.
| Primera equipación | Segunda equipación |

### Patrocinador
Desde su fundación, los principales patrocinadores del Club Atlético Pulpileño fueron la empresa pulpileña S.A.T. Primaflor y el Ayuntamiento de Pulpí. Con el ascenso a Tercera División de España en la temporada (2007-08) , junto al principal patrocinador, S.A.T. Primaflor, se unió un nuevo segundo patrocinador, Agrupapulpí S.A . Actualmente, los principales patrocinadores son Agrupapulpí, S.A.T 9989 Peregrín y el Ayuntamiento de Pulpí, que como siempre, ha ayudado al club en todos los aspectos, así como muchas otras empresas del municipio de Pulpí.

## Escudo
El escudo del Club Atlético Pulpileño  es el mismo que el escudo del municipio del Levante Almeriense, Pulpí. Escudo cortado formado por una llave de plata en la parte central, con la guardia en ambos lados. En la parte inferior, doce menguantes de plata. Escudo resguardado por un águila imperial bicéfala. En la parte superior, corona real.
El significado del escudo es el primer cuartel y el águila, que son las armas del municipio de Vera, del que Pulpí se separó en 1852.

## Instalaciones

### Estadio
El campo de fútbol municipal San Miguel de Pulpí se inauguró en torno a 1972, en un partido que enfrentó al equipo de Zurgena contra Pulpí.  Actualmente, en este estadio se disputan todos los fines de semana gran variedad de partidos de todas las categorías del fútbol pulpileño. Es un estadio de césped artificial desde el 2005, con capacidad para 2000 personas que ha crecido en comodidad y en servicios estos últimos años. El 5 de mayo de 2018 fue inaugurada una reforma realizada en vestuarios, iluminación, césped y gradas, ascendiendo su aforo a más de 3000 personas. Esta inauguración fue culminada con un partido entre la selección española de Leyendas y un conjunto de veteranos del Club Atlético Pulpileño.

### Ciudad deportiva
El Club Atlético Pulpileño se encuentra en el polideportivo municipal San Miguel de Pulpí, donde, además de estar el estadio y las oficinas del club, hay pistas de fútbol sala, baloncesto, vóley ball, tenis y frontenis para el uso y disfrute de todos los pulpileños.
En la temporada (2013-14)  se creó un campo anexo al polideportivo San Miguel de césped artificial donde entrenan todas las categorías inferiores de fútbol base del club.

## Organigrama deportivo

### Jugadores
Hay que destacar algunos de los mejores jugadores locales del Club Atlético Pulpileño como:
- Juan Francisco Ruiz Martínez. Tras jugar en las categorías inferiores del club como portero, se marchó al Real Madrid Club de Fútbol, en la categoría de cadete y juvenil, siendo portero titular en el conjunto blanco. Tras su andadura en el Real Madrid Club de Fútbol, se marchó al Valencia Club de Fútbol, para terminar otra vez en su club de origen, donde juega en la actualidad. Juan Francisco (Fletas), también estuvo en la Selección de fútbol de la Región de Murcia en las categorías de cadete y juvenil.
- Pedro Jesús Martínez Simón. Desde la fundación del club, su vida ha estado ligada al Club Atlético Pulpileño, comenzando desde las categorías inferiores hasta la categoría Sénior en Tercera División de España. Actualmente forma parte de la junta directiva como vicepresidente y director deportivo.

### Cronología de los entrenadores
- Antonio Coronado (2009-10)
- Luis Franco (2010-11)
- Leo López (2011-12)
- Alonso Parra (2013)
- Sergio Embarre (2013-14)
- Paco Luna (2013-14)
- Plácido Baena (2014-15)
- Manuel Gaspar Güil López (2014-15)
- Francisco Sánchez Martínez (2015-16)
- Sebastián López Gómez (2017-2022)
- José Luis Rodríguez Loreto (2022)
- Juan José Asensio Alonso (2022-Act.)

### Presidencia y junta directiva actual
| Cargo                               | Nacionalidad | Nombre                       |
| ----------------------------------- | ------------ | ---------------------------- |
| Presidente                          | España       | Mariano Muñoz Coronado       |
| Secretario                          | España       | Juan Cáceres Mesas           |
| Vicepresidente y director deportivo | España       | Pedro Jesús Simón Martínez   |
| Tesorero                            | España       | Vicente Delgado Gómez        |
| Vocal                               | España       | Antonio José Martínez Parra  |
| Vocal                               | España       | Ginés Losilla Guevara        |
| Vocal                               | España       | Ángel Martínez Valverde      |
| Vocal                               | España       | Manuel Muñoz Navarro         |
| Vocal                               | España       | Víctor Manuel Méndez Sánchez |
| Vocal                               | España       | José Martínez Álvarez        |
| Vocal                               | España       | Samuel Sánchez Fernández     |

#### Evolución de la presidencia
| Nombre                   | Nacionalidad | Periodo     |
| ------------------------ | ------------ | ----------- |
| Franciscco Díaz Martínez | España       | (2002-12)   |
| Ginés Gómez García       | España       | (2012-14)   |
| Mariano Muñoz Coronado   | España       | (2014-Act.) |

## Memorial Bartolomé Simón
Bartolomé Simón Díaz (Pipa) vinculó toda su vida al fútbol pulpileño, pero falleció con la temprana edad de 42 años. En honor de este ilustre pulpileño se realizaron durante los ocho primeros años del club atlético pulpileño un memorial donde acudían equipos y jugadores de talla nacional.
- El primer memorial Bartolomé Simón se realizó el domingo 16 de junio del 2002, donde se enfrentaron los equipos cadetes del Real Madrid Club de Fútbol y Atlético Pulpileño. En el Real Madrid Club de Fútbol jugaron jugadores de talla nacional como Dani Parejo o Javi García.
- El segundo se llevó a cabo el sábado 14 de junio del 2003. Fue un triangular entre los equipos juveniles del Club Atlético de Madrid, con David de Gea como portero titular, Fútbol Club Barcelona y Club Atlético Pulpileño.
- El tercer memorial fue el sábado 5 de junio de 2004 y enfrentó los equipos juveniles del Real Betis Balompié, Valencia Club de Fútbol, con el jugador profesional Pablo Hernández y el Atlético Pulpileño.
- El cuarto se llevó a cabo el sábado 28 de junio de 2005 y fue un triangular de cadetes entre el Sevilla Fútbol Club, Valencia Club de Fútbol y el Atlético Pulpileño
- El quinto se realizó el sábado 10 de junio de 2006 y fue un cuadrangular entre los equipos juveniles del Club Atlético de Madrid, Atlético Pulpileño, Real Madrid Club de Fútbol y la Selección de fútbol de la Región de Murcia.[9]
- El sexto fue en la temporada (2006-07) y se enfrentó el Atlético Pulpileño contra la Unión Deportiva Almería que ese mismo año ascendió a Primera División de España.
- El último memorial se llevó a cabo en la temporada (2007-08) y fue un triangular entre la Selección de fútbol de la Región de Murcia, Selección almeriense y Atlético Pulpileño

## Categorías inferiores[10]

### Atlético Pulpileño Fútbol Base
El fútbol base comenzó con el nombre AD Pulpí donde niños y jóvenes entrenaban y practicaban su deporte favorito. Pero fue con la creación del Club Atlético Pulpileño cuando las categorías inferiores del club comenzaron a jugar partidos oficiales a nivel regional para la Federación de Fútbol de la Región de Murcia.

### Atlético Pulpileño Féminas
El Atlético Pulpileño Féminas es un equipo femenino fundado en la temporada (2014-15) y juega en la liga autonómica femenina murciana.

## Datos del Club
- Temporadas en 2ª RFEF: 1
- Temporadas en Tercera División: 12
- Temporadas en Preferente Autonómica: 2
- Temporadas en 1ª Autonómica: 5

## Trayectoria
| Temporada | Categoría                                    | Posición | Evolución |  |
| --------- | -------------------------------------------- | -------- | --------- |  |
| 2002–03   | Primera Autonómica de la Región de Murcia    | 10º      | =         |  |
| 2003–04   | Primera Autonómica de la Región de Murcia    | 12º      | =         |  |
| 2004–05   | Primera Autonómica de la Región de Murcia    | 10º      | =         |  |
| 2005–06   | Primera Autonómica de la Región de Murcia    | 10º      | =         |  |
| 2006–07   | Primera Autonómica de la Región de Murcia    | 1º       |           |  |
| 2007–08   | Preferente Autonómica de la Región de Murcia | 2º       |           |  |
| 2008–09   | Tercera División de España - Grupo XIII      | 11º      | =         |  |
| 2009–10   | Tercera División de España - Grupo XIII      | 8º       | =         |  |
| 2010–11   | Tercera División de España - Grupo XIII      | 9º       | =         |  |
| 2011–12   | Tercera División de España - Grupo XIII      | 11º      | =         |  |
| 2012–13   | Tercera División de España - Grupo XIII      | 9º       | =         |  |
| 2013–14   | Tercera División de España - Grupo XIII      | 17º      |           |  |
| 2014–15   | Preferente Autonómica de la Región de Murcia | 3º       |           |  |
| 2015–16   | Tercera División de España - Grupo XIII      | 14º      | =         |  |
| 2016–17   | Tercera División de España - Grupo XIII      | 12º      | =         |  |
| 2017–18   | Tercera División de España - Grupo XIII      | 3º       | =         |  |
| 2018–19   | Tercera División de España - Grupo XIII      | 5º       | =         |  |
| 2019–20   | Tercera División de España - Grupo XIII      | 2º       | =         |  |
| 2020-21   | Tercera División de España - Grupo XIII      | 2º       |           |  |
| 2021-22   | Segunda RFEF - Grupo V                       | 15º      |           |  |
| 2022-23   | Tercera División de España - Grupo XIII      | 5º       |           |  |
| 2023-24   | Tercera Federación - Grupo XIII 2023-24      | 8º       |           |  |
| 2024-25   | Tercera Federación - Grupo XIII 2024-25      | 6º       |           |  |

| Leyenda | Leyenda                                                              |
| ------- | -------------------------------------------------------------------- |
|         | Asciende a Segunda RFEF                                              |
|         | Asciende a Tercera División                                          |
|         | Participa en la promoción de ascenso a Segunda División B            |
|         | Permanece en la categoría sin jugar ninguna promoción                |
|         | Desciende a la división Preferente Autonómica de la Región de Murcia |

## Palmarés

### Torneos nacionales
- Subcampeón de Tercera División (2): 2019-20, 2020-21.

### Torneos regionales
- Copa RFEF, Fase autonómica de Murcia (1): 2011[11]
- Primera Autonómica Murciana (1): 2006-07.
  - Subcampeón de Preferente Autonómica Murciana (1): 2007-08.

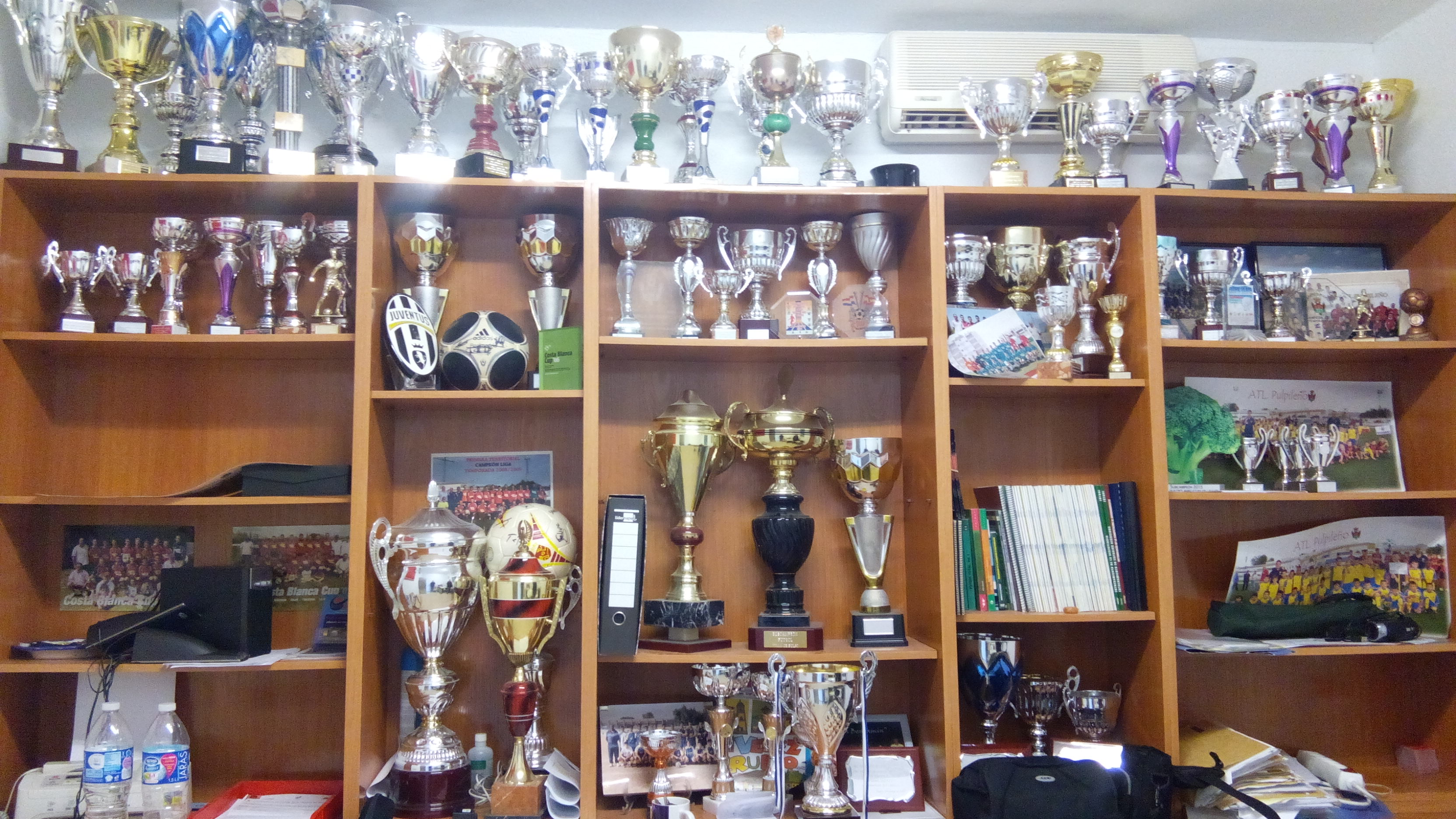
Títulos ganados por el Atlético Pulpileño entre todas las categorías.

La mayor parte de los títulos conseguidos por el club pertenecen a las categorías inferiores fútbol base.

### Torneos amistosos
- Trofeo Blas Belmonte: (1) 2021[12]